# ジョニー・ミラー
ジョン・ローレンス・ミラー（John Laurence Miller、1947年4月29日 - ）はアメリカ合衆国・カリフォルニア州サンフランシスコ出身のプロゴルファー。

## 来歴
PGAツアーで25勝、そのうちメジャー2勝挙げており、1973年の全米オープン、1976年の全英オープンを制している。1974年には年間8勝を挙げPGAツアーの賞金王を獲得した。日本では74年のダンロップフェニックストーナメントで優勝しているほか、各ツアーで活躍し通算35勝を挙げた。
引退後はNBCのゴルフ中継解説者としてダン・ヒックスとのコンビとして長きにわたって勤めていた。